# Sus scrofa meridionalis
Sus scrofa meridionalis is een ondersoort van het wild zwijn, die voorkomt in Andalusië, op Corsica en op Sardinië. De ondersoort is significant kleiner dan het Centraal-Europees wild zwijn. De vacht is dof olijfgrijs, de onderwol is dun en individuen hebben meestal geen manen.